# سورين لسبريغ
سورين لسبريغ (بالألمانية: Sören Lausberg) مواليد 6 أغسطس 1969، هو دراج ألماني سابق في صنف سباق الدراجات على المضمار. سبق أن شارك في دورة الألعاب الأولمبية الصيفية حيث نافس في الألعاب الأولمبية الصيفية 1996 والألعاب الأولمبية الصيفية 2000.

## روابط خارجية
- سورين لسبريغ على موقع أرشيف الدراجات (الإنجليزية)
- سورين لسبريغ على موقع أوليمبيديا (الإنجليزية)